# Flaket
Flaket är en fjärd i Finland. Den ligger i kommunen Korsnäs i landskapet Österbotten, i den sydvästra delen av landet, 400 km nordväst om huvudstaden Helsingfors.
Flaket omgärdas av Börsskäret i norr, Stornätgrundet och Bredgrynnan i öster, Marasgrundet i söder samt Segelgrynnorna i väster. Flaket genomkorsas av en båtled från Storfjärden i öster till Börsskärssundet i väster och vidare till Norrpåfjärden.